# Cadillac Records
Cadillac Records és una pel·lícula de Darnell Martin estrenada el 2008 i doblada al català. La pel·lícula explora l'era musical des dels primers anys 1940 fins als últims anys 1960, fent la crònica de la vida de l'influent Leonard Chess, executiu d'una companyia discogràfica amb seu a Chicago, Chess Records i els músics que hi gravaven. La protagonitzen Adrien Brody com Chess, Cedric the Entertainer com Willie Dixon, Mos Def com Chuck Berry, Columbus Short com Little Walter, Jeffrey Wright com Muddy Waters, Eamonn Walker com Howlin' Wolf, i Beyoncé Knowles com Etta James.

## Argument
Leonard Chess va ser el cofundador en els anys 1950 de la companyia discogràfica Chess Records a Chicago, Illinois. Va portar la llegendària empresa amb el seu germà, Phil, durant els anys 1950 i 1960. La marca va començar a vendre discos al darrere del cadillac de Chess i va llançar les carreres de personalitats musicals llegendàries com a cantants de blues i intèrprets d'harmònica i guitarra com Little Walter i Muddy Waters, Howlin' Wolf, i la llegenda del soul Etta James i els cantautors Chuck Berry i Willie Dixon.

## Repartiment
| Intèrpret              | Personatge     | Veu en català         |
| ---------------------- | -------------- | --------------------- |
| Adrien Brody           | Leonard Chess  | Roger Pera            |
| Columbus Short         | Little Walter  | Àlex Meseguer         |
| Emmanuelle Chriqui     | Revetta Chess  | Marta Ullod           |
| Cedric the Entertainer | Willie Dixon   | Pep Torrents          |
| Tammy Blanchard        | Isabelle Allen | Glòria Gonzàlez       |
| Beyoncé Knowles        | Etta James     | Gemma Ibáñez          |
| Mos Def                | Chuck Berry    | Antoni Forteza        |
| Jeffrey Wright         | Muddy Waters   | Carles di Blasi       |
| Jay O. Sanders         | Mr. Feder      | desconeguda           |
| Eric Bogosian          | Alan Freed     | Joaquim Casado        |
| Eamonn Walker          | Howlin' Wolf   | Enric Serra Frediani  |
| Shiloh Fernandez       | Phil Chess     | desconeguda           |
| Gabrielle Union        | Geneva Wade    | Esther Solans         |
| Kevin Jackson          | Home de negre  | Jaume Mallofré        |
| Kevin Mambo            | Jimmy Rogers   | Roger Isasi-Isasmendi |

## Guardons

### Nominacions
- 2009. Globus d'Or a la millor cançó original per Beyoncé Knowles, Amanda Ghost, Scott McFarnon, Ian Dench, James Dring i Jody Street per la cançó "Once in a Lifetime"
- 2010. Grammy al millor àlbum de banda sonora per pel·lícula, televisió o altre mitjà visual
- 2010. Grammy a la millor cançó escrita per pel·lícula, televisió o altre mitjà visual per Beyoncé Knowles, Amanda Ghost, Scott McFarnon, Ian Dench, James Dring i Jody Street per la cançó "Once in a Lifetime"